# Théorème d'Artin-Wedderburn
 (décembre 2015).
Si vous disposez d'ouvrages ou d'articles de référence ou si vous connaissez des sites web de qualité traitant du thème abordé ici, merci de compléter l'article en donnant les références utiles à sa vérifiabilité et en les liant à la section « Notes et références ».
Ne doit pas être confondu avec Théorème de Wedderburn.
En mathématiques et plus particulièrement en algèbre, le théorème d'Artin-Wedderburn traite de la structure d'algèbre ou d'anneau semi-simple.
Il correspond au théorème fondamental des structures semi-simples et permet d'expliciter exactement leur nature. Elles correspondent à des produits d'algèbres des endomorphismes de modules sur des corps non nécessairement commutatifs. 
Il est démontré une première fois dans le cadre des algèbres sur un corps commutatif par Joseph Wedderburn en 1907 puis généralisé par Emil Artin sur les anneaux pour trouver sa forme définitive en 1927.
Ce théorème est au cœur de plusieurs théories, on peut citer les représentations d'un groupe fini ou non, la théorie des anneaux où il permet par exemple de construire des corps non commutatifs et encore celle des structures semi-simples en général.

## Énoncés
Ce théorème a connu plusieurs versions au cours de son histoire, voici les trois principales :
La première version correspond au théorème de Burnside, elle ne traite que du cas d'une algèbre simple :
- Si E est un espace vectoriel de dimension finie, alors l'algèbre LK(E) est simple.

Ce deuxième théorème correspond, en termes actuels, au théorème de Wedderburn, il traite des algèbres sur un corps commutatif :
- Une algèbre semi-simple sur un corps commutatif K est isomorphe à un produit d'algèbres d'endomorphismes sur des sur-corps de K.

La troisième version s'exprime en matière d'anneau, elle porte maintenant le nom de théorème d'Artin-Wedderburn :
- Un anneau semi-simple tel que tout idéal simple est de dimension finie sur son corps d'endomorphismes est isomorphe à un produit d'algèbres d'endomorphismes de modules sur des corps a priori distincts et gauches.

Les corps dont il est question ici sont a priori des corps gauches, c'est-à-dire non commutatifs.
L'article sur les algèbres semi-simples montre que la version d'Artin se généralise immédiatement aux algèbres.

## Démonstrations

### Définitions
Tout au long de ce paragraphe, les notations suivantes sont utilisées : K désigne un corps commutatif, L une algèbre sur K et E un espace vectoriel sur K. Plusieurs définitions sont utilisées pour exprimer le théorème.
Les modules sur un anneau ne disposent pas de la notion de dimension que possèdent les espaces vectoriels. Elle est remplacée par la définition suivante :
- La longueur d'un module M est la borne supérieure de l'ensemble des entiers n tels qu'il existe une suite strictement croissante de n + 1 sous-modules de M.
- Un sous-module est dit facteur direct s'il admet un supplémentaire.
- Un module est dit semi-simple si tout sous-module est facteur direct.

Sa structure est alors connue :
- Tout module semi-simple est somme directe de ses composantes isotypiques.{\displaystyle L\simeq \bigoplus _{i}S_{i}^{\alpha _{i}}}Ici, (Si) désigne une famille maximale de sous-modules non isomorphes deux à deux et αi le nombre de copies de Si dans sa composante isotypique.

Avec les définitions suivantes :
- Un module est dit simple s'il ne contient pas d'autres sous-modules que lui-même et le module nul.
- La composante isotypique d'un sous-module S de M est le sous-module engendré par tous les sous-modules de M isomorphes à S.

L'algèbre L est aussi un module sur l'anneau L. Comme L opère à droite et à gauche sur le module, un sous-module est un idéal bilatère. On suppose ici que L est une algèbre semi-simple, ce qui correspond à la définition suivante :
- Une algèbre L est dite semi-simple si L est un L-module semi-simple.

Dans tout le paragraphe concernant les démonstrations, les composantes isotypiques sont notés Siαi, leur nombre n et Di désigne la K-algèbre associative à division opposée de celle des endomorphismes du L-module simple Si.

### Démonstration de Burnside
Si E est un espace vectoriel de dimension finie n, alors l'algèbre LK(E) est simple.
Soit f un endomorphisme non nul. Montrons que le plus petit idéal bilatère contenant f est l'algèbre entière. f étant non nul, il existe un élément e1 de E n'appartenant pas au noyau de f. Notons a l'image de e1 par f. Complétons e1 en une base (ei) de E. Pour tout i et j variant de 1 à n, notons pj l'application linéaire nulle sur la base sauf sur ej qui a pour image e1, et soit qi une application linéaire telle que l'image de a est égale à ei. Alors la famille des qi ∘ f ∘ pj est incluse dans l'idéal engendré par f. De plus, cette famille est génératrice de L(E), ce qui termine la démonstration.
Cette démonstration s'étend aussi au cas des modules sur un corps gauche. Ce cas est important car, dans le cas des algèbres semi-simples, il établit la réciproque du théorème d'Artin-Wedderburn.

### Démonstration d'Artin
Le théorème de Wedderburn est clairement un cas particulier de celui d'Artin.

Si L est semi-simple et si la composante isotypique de Si est de dimension finie αi sur le corps Diop des endomorphismes de Si, alors cette composante est isomorphe à l'algèbre des matrices carrées de taille αi à coefficients dans Di :
{\displaystyle {\text{si}}\quad L\simeq \bigoplus _{i}S_{i}^{\alpha _{i}}\quad {\text{et}}\quad D_{i}={\rm {End}}_{L}(S_{i})^{\rm {op}}\quad {\text{alors}}\quad S_{i}^{\alpha _{i}}\simeq {\rm {M}}_{\alpha _{i}}(D_{i})}.

Démontrons d'abord deux lemmes :
- L'algèbre des endomorphismes de L est réduite à la somme directe des algèbres d'endomorphismes des composantes isotypiques.{\displaystyle {\rm {End}}_{L}(L)=\bigoplus _{i}{\rm {End}}_{L}(S_{i}^{\alpha _{i}})}.En effet, le lemme de Schur assure la nullité de tout morphisme entre deux modules simples non isomorphes.
- L'opposée de l'algèbre des endomorphismes de Siαi est isomorphe à l'algèbre des matrices carrées de taille αi à coefficients dans Di.{\displaystyle {\rm {End}}_{L}(S_{i}^{\alpha _{i}})^{\rm {op}}\simeq {\rm {M}}_{\alpha _{i}}(D_{i})}En effet, l'algèbre des endomorphismes de Siαi est isomorphe à celle des matrices carrées de taille αi à coefficients dans EndL(Si) = Diop.

Pour conclure, il suffit d'utiliser l'isomorphisme entre l'algèbre opposée de L et celle des L-endomorphismes de L.

### Ouvrages
- N. Bourbaki, Algèbre commutative, Masson, 1983, chap. VIII et IX
- (en) Artin Nesbitt Thrall, Rings with Minimum Condition, Ann Arbor, Univ. of Michigan Press, 1948
- (en) S. Lang et J. T. Tate (éd.), E. Artin, The collected papers of Emil Artin, Reading, Mass.-London, 1965
- (en) P. Webb, S. Priddy et J. Carlson, Group Representations, Cohomology, Group Actions, and Topology, Univ. of Wisconsin, Madison, 1998